# لی سونگ-جین
لی سونگ-جین (انگلیسی: Lee Sung-jin؛ زادهٔ ۷ مارس ۱۹۸۵) کماندار اهل کره جنوبی است.
وی در مسابقات کشوری و بین‌المللی در مجموع برندهٔ ۴ مدال طلا، ۱ مدال نقره شده‌است.